# Campionatul Internațional de Scrimă din 1935
Campionatul Internațional de Scrimă din 1935 s-a desfășurat în perioada 19–28 iunie la Lausanne, Elveția.

## Rezultate

### Feminin
| Probă                 | Aur                                                                                 | Argint                                                                                | Bronz                                                            |
| Floretă la individual | Ellen Preis (AUT)                                                                   | Ilona Elek (HUN)                                                                      | Jenny Addams (BEL)                                               |
| Floretă pe echipe     | Ungaria · Erna Bogáti · Ilona Elek · Margit Elek · Györgyné Rozgonyi · Ilona Vargha | Austria Elisabeth Grasser Hilde Misof Ellen Preis Frieda von Gregurich Fritzi Wenisch | Germania · Hedwig Haß · Henni Jüngst · Olga Oelkers · Leni Oslob |

## Clasament pe medalii
| Loc   | Țară     | Aur | Argint | Bronz | Total |
| ----- | -------- | --- | ------ | ----- | ----- |
| 1     | Ungaria  | 4   | 1      | 2     | 7     |
| 2     | Franța   | 1   | 2      | 0     | 3     |
| 3     | Italia   | 1   | 1      | 1     | 3     |
| 4     | Suedia   | 1   | 1      | 0     | 2     |
| 5     | Austria  | 0   | 2      | 0     | 2     |
| 6     | Germania | 0   | 0      | 3     | 3     |
| 7     | Belgia   | 0   | 0      | 1     | 1     |
| Total | Total    | 7   | 7      | 7     | 21    |